# Walter Corbo
Walter Luiz Corbo Burmia (Montevidéu, 2 de maio de 1949) é um ex-futebolista uruguaio, que atuava como goleiro.

## Carreira
Defendeu por muitos anos as cores da equipe do CA Peñarol e da Seleção do Uruguai. No currículo, Corbo tem também dois títulos da Taça Teresa Herrera, pelo CA Peñarol, em 1974 e 1975.
Ele fez parte do elenco da Seleção Uruguaia de Futebol, na Copa do Mundo de  1970. 

## Títulos

### CA Peñarol
- Copa Costa del Sol, Espanha: 1975
- Torneio Costa do Sol: 1974, 1975
- Copa Teresa Herrera: 1974, 1975
- "Mohamed V Copa": 1974
- Cupa Transportes Aéreos Portugueses: 1974
- Cupa Confraternidade Deportiva: 1973
- Copa Atlántico Sul: 1972, 1973
- Liguilla: 1974, 1975
- Liga Uruguaia: 1973, 1974, 1975

### Grêmio FBPA
- Campeonato Gaúcho 1977[4]